# Timken, Kansas
Timken este un oraș situat în partea centrală a Statelor Unite ale Americii, în comitatul Rush din statul  Kansas.